# امه ارگان
فرانسوا پیر امه ارگان (انگلیسی: François Pierre Ami Argand؛ زاده ۵ ژوئیهٔ ۱۷۵۰ درگذشته ۱۴ اکتبر ۱۸۰۳) یک شیمی‌دان، فیزیک‌دان و مخترع اهل سوئیس بود.